# Hjartøya

Hjartøya  en norvégien et Jarta en Same de Lule est une île de la commune de Steigen , en mer de Norvège dans le comté de Nordland en Norvège. 

## Description

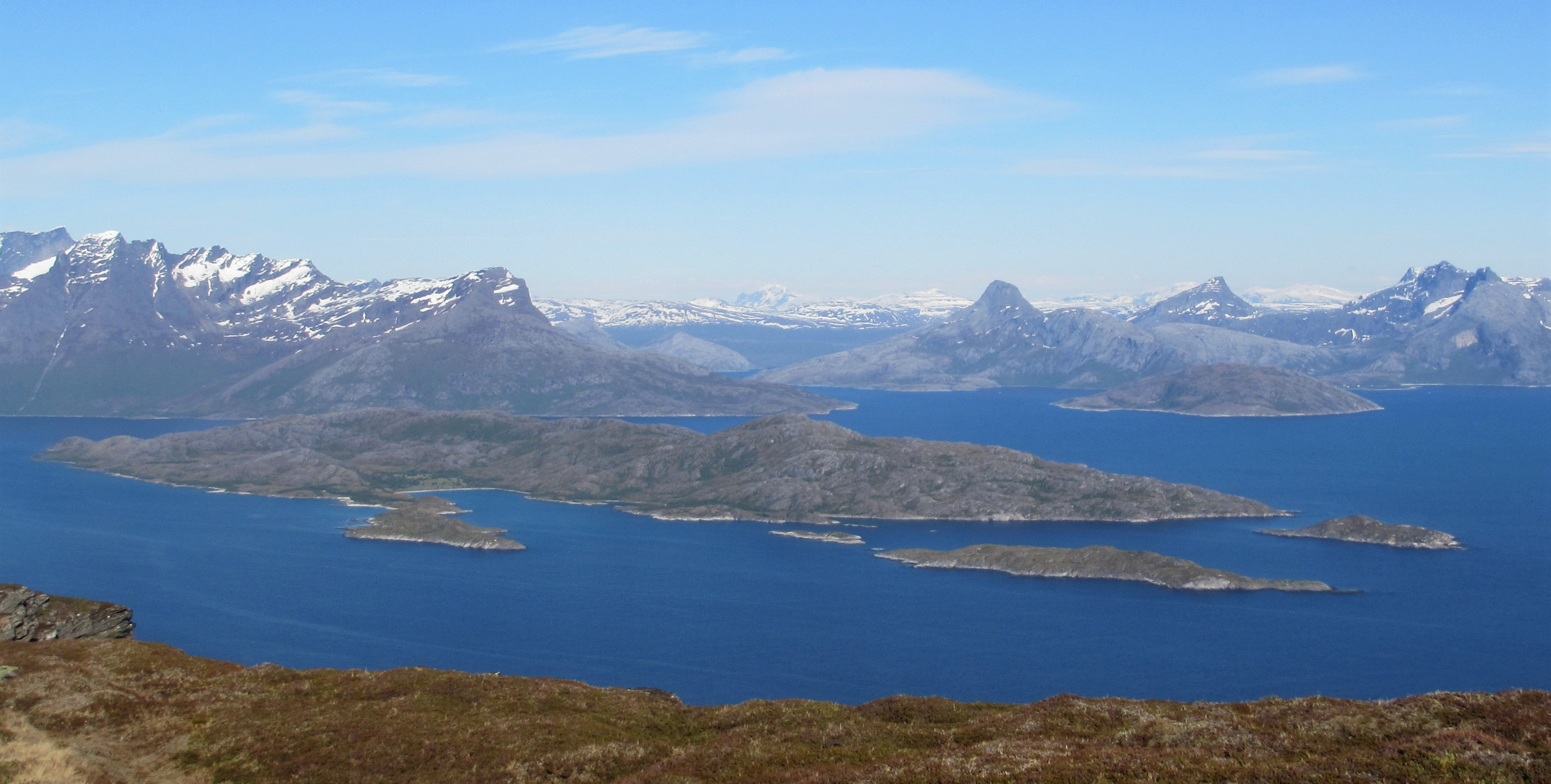
Île de Hjartoya

L'île de 8,6 km2 est située à l'embouchure du fjord Nordfolda. À Hjartøya, il y a plusieurs îlots et récifs plus petits. Les plus grands d'entre eux sont Måsøya, Svinøya et Helløya.